# Liste albanischer Adelsgeschlechter
Die folgende Liste stellt eine Sammlung albanischer Adelsgeschlechter dar.
| Name       | Zeitraum                        | Stammsitz/Ursprung                                                           | Persönlichkeiten | Wappen |
| Arianiti   | 11. bis 16. Jahrhundert         | am Flusslauf des Shkumbin bis weit in den Osten nach Bitola (alb. Manastir)  | Gjergj Arianiti (hatte enge Verwandtschaftsbeziehungen mit den byzantinischen Komnenen)                                                      |        |
| Blinishti  | 13. bis 14. Jahrhundert         | Region von Lezha und östlich angrenzendes Bergland                           | Gulielm Blinishti (Marschall der Angevinen in Albanien)                                                                                      |        |
| Bue Shpata | 14. bis 15. Jahrhundert         | Südepirus (heute griechische Region Epirus)                                  | Gjin Bue Shpata (Despot von Arta) |        |
| Bushati    | 1757 bis 1831                   | Herrscher über das halb-autonome Paschalik von Shkodra                       | Kara Mahmud Bushati (* 1740, † 1796; unternahm mehrere Feldzüge gegen das feindliche westlich angrenzende Montenegro)                        |        |
| Dukagjini  | 7. oder 13. bis 15. Jahrhundert | Nordalbanien (vor allem Lezha und Westkosovo)                                | Lekë Dukagjini (* 1410, † 1481; Mitglied der Liga von Lezha und Namensgeber des Kanun)                                                       |        |
| Dushmani   | 14. bis 15. Jahrhundert         | zwischen Zadrima-Ebene (bei Lezha) bis zu den Albanischen Alpen              | Lekë Dushmani (Mitglied der Liga von Lezha)                                                                                                  |        |
| Jonima     | 13. bis 15. Jahrhundert         | Nordalbanien (Mat bis Lezha)                                                 | Dhimitër Jonima († 1409, Teilnehmer an der Schlacht auf dem Amselfeld)                                                                       |        |
| Kastrioti  | 14. bis 16. Jahrhundert         | Region Mat, später ganzes Gebiet der Liga von Lezha                          | Gjergj Kastrioti Skanderbeg (albanischer Nationalheld)                                                                                       |        |
| Mataranga  | 13. bis 14. Jahrhundert         | zwischen Durrës und Vlora (Myzeqe)                                           | |        |
| Muzaka     | 11. bis 15. Jahrhundert         | Mittelalbanien mit Berat als Hauptstadt, Herkunft aus der Umgebung von Korça | Andrea II. Muzaka, Gründer des Fürstentums Muzakaj (1335–1444) Theodor II. Muzaka (Teilnehmer an der Schlacht auf dem Amselfeld 1389)        |        |
| Thopia     | 13. bis 15. Jahrhundert         | Nord- und Mittelalbanien, vor allem Kruja und Durrës als zeitweilige Zentren | Karl Thopia (Herrscher über ein großes Gebiet in Mittelalbanien, nannte sich Princeps Albaniae)                                              |        |
| Zaharia    | 14. Jahrhundert                 | Nordalbanien und Montenegro                                                  | Koja Zaharia (Vasall des Osmanischen Reichs)                                                                                                 |        |
| Zogu       | 19. bis 20. Jahrhundert         | Königreich Albanien                                                          | Ahmet Zogu (* 1895, † 1961; König der Albaner), Sohn Leka Zogu (* 1939, † 2011) und Enkel Leka Anwar Zogu Reza (albanischer Thronprätendent) |        |